# (18091) Iranmanesh
(18091) Iranmanesh (2000 JN58) – planetoida z pasa głównego asteroid okrążająca Słońce w ciągu 3,8 lat w średniej odległości 2,43 j.a. Odkryta 6 maja 2000 roku.